# Clipper-Card
Die Clipper-Card (englisch clipper card, chinesisch 路路通) ist die berührungslose, wiederaufladbare Chipkarte für den Personennahverkehr in der San Francisco Bay Area. Nach langen Verzögerungen ihres Vorläufers, der TransLink-Karte, wird sie mittlerweile von acht Verkehrsunternehmen akzeptiert. Die aktuelle Ausführung basiert auf der NFC-Technik und kann mit Smartphones ausgelesen werden.

## Geschichte
Die zahlreichen Verkehrsunternehmen in der Bay Area sind über viele Umsteigepunkte verzahnt, haben jedoch völlig unabhängige Tarifsysteme. Es gibt hier keinen Verkehrsverbund und keinen Tarifverbund, aber es gibt eine staatliche Planungsbehörde Metropolitan Transportation Commission, kurz MTC, die seit 1970 existiert und von den neun Counties der Bay Area finanziert wird. Neben dem Planungsrecht ist die MTC auch Förderorganisation und Drittmittelgeber für Projekte, die den Nahverkehr verbessern.
Der früheste Vorläufer der Clipper-Karte findet sich im Translink Program der städtischen U-Bahngesellschaft BART, die mit vier Millionen Dollar aus Bundesmitteln seit 1993 eine praktische Studie durchführte. Aufgrund von technischen Problemen der eingesetzten Karten mit Magnetstreifen wurde dieses Projekt jedoch nach zwei Jahren aufgegeben.
1998 wurde die Idee von der MTC wieder aufgegriffen. Ziel war, eine TransLink-Karte mit übergreifender Funktion bis 2001 zum Einsatz zu bringen. Entwickelt wurde das System vom Joint-Venture ERG-Motorola, bestehend aus der australischen ERG-Group und der amerikanischen Motorola, seit April 1999. Obwohl 2002 vorgestellt, verlief die Einführung äußerst schleppend – während etwa die vergleichbare Oyster-Card (ab 2003) in London längst erfolgreich lief, waren es bis 2009 gerade mal fünf Verkehrsunternehmen, die die TransLink-Karte akzeptierten.
Die MTC plante für 2010 dann einen Relaunch und benannte im Zuge dessen die Karte ab dem 16. Juni 2010 in clipper card um (wie Klipper, die geschichtlich mit der Region verknüpft sind). Im Oktober 2010 wurde auch eine offizielle chinesische Bezeichnung (chinesische Ethnien stellen die größte Bevölkerungsgruppe in der Region) eingeführt, der Name 路路通 (Pinyin: Lùlùtōng) heißt übersetzt Überall-Hinfahr-Karte. Neuer Abrechnungsdienstleister ist die Cubic Transportation Systems, die international dutzende Nahverkehrssysteme betreut. Bis September 2011 konnte die Akzeptanz auf acht Verkehrsunternehmen ausgeweitet werden, die zusammen 80 Prozent der Transportleistung erbringen, weitere 25 zeigen Interesse (allerdings sind für die vielen kleinen Busunternehmen die Anschaffungs- und Betriebskosten recht hoch. Die Förderung durch die MTC in „Phase III“ sollte eigentlich Ende 2012 kommen, dies ist aber über die Beschlussvorlage nicht hinausgekommen).

## Unternehmen

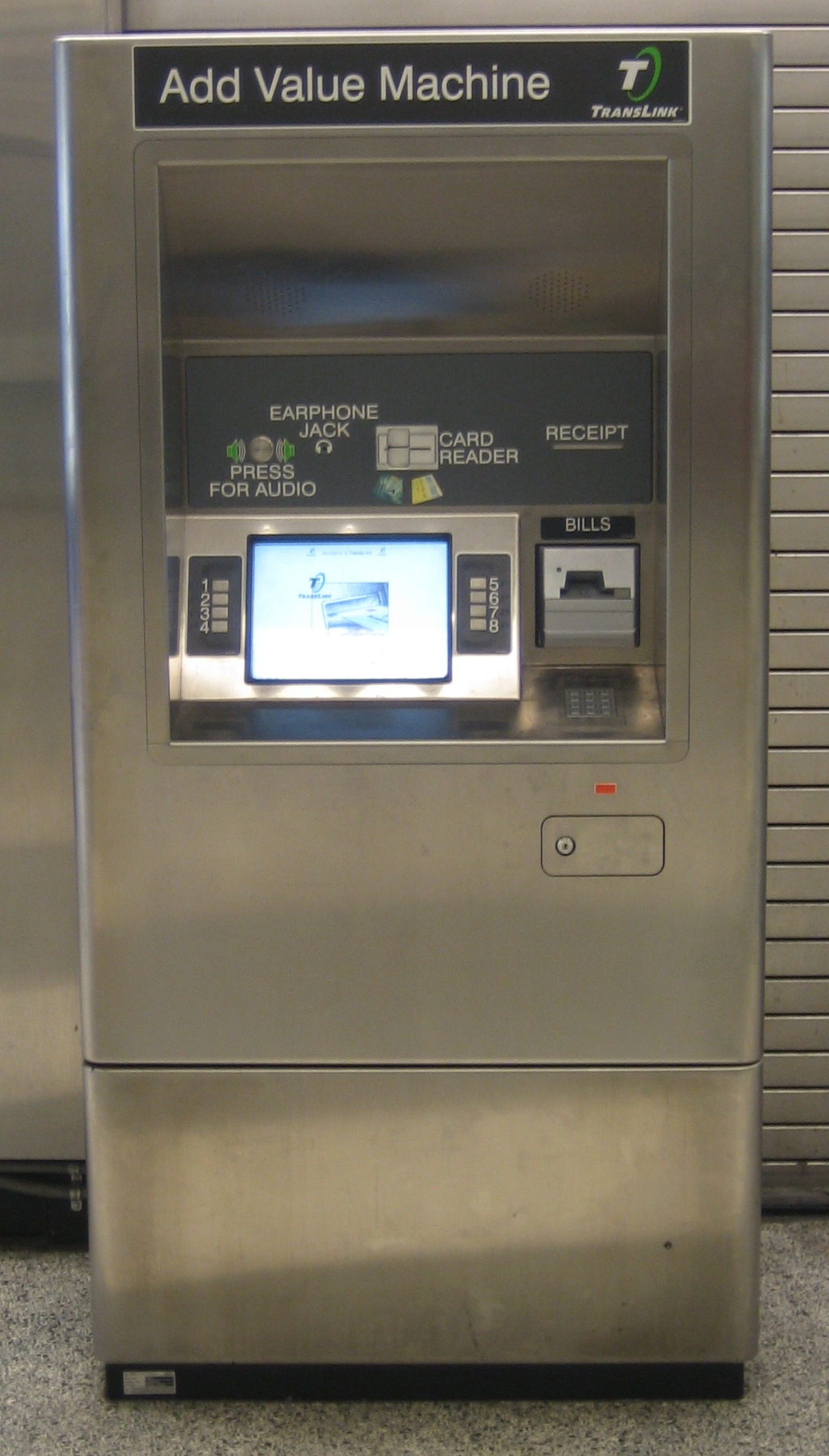
Clipper/TransLink Aufladestation

Die Clipper-Card wird akzeptiert von
- AC Transit, einschließlich Dumbarton Express
- Bay Area Rapid Transit (BART)
- Caltrain
- Golden Gate Bridge, Highway and Transportation District (Golden Gate Transit und Golden Gate Ferry)
- SamTrans
- San Francisco Municipal Railway (Muni)
- Santa Clara Valley Transportation Authority (VTA)
- San Francisco Bay Ferry (nur die Strecken South San Francisco – Oakland/Alameda, San Francisco – Oakland/Alameda, und Harbor Bay)
- Sonoma-Marin Area Rail Transit

Wichtige Unternehmen, die sie noch nicht akzeptieren, sind etwa Altamont Corridor Express, County Connection, Fairfield and Suisun Transit, Santa Rosa CityBus, SolTrans, Sonoma County Transit, Tri-Delta Transit, VINE (Napa County), WestCAT, und das WHEELS (Busunternehmen).

## Technologie
Verwendet werden NXP Semiconductors mit MIFARE DESFire (MF3ICD40) Chips. Sie arbeiten mit der 13,56 MHz Frequenz für Near Field Communication (im Gegensatz zu anderen kontaktlosen Karten auf der Basis von RFID wie den weiterverbreiteten Derivaten der EZ-link-Karte, die nicht kompatibel sind). Die früher eingesetzten TransLink-Karten arbeiten als kontaktbasierte Chipkarte, werden von den vorhandenen Kartenlesern der Zugangssysteme jedoch weiter akzeptiert.
Die Kartenleser der Verkehrsunternehmen sind in der Mehrzahl nicht online mit einer Abrechnungszentrale verbunden. Daher wird der aktuelle Kontostand direkt auf der Karte gespeichert, und die Systeme erlauben eine Überziehung bis zu 11,25 US-Dollar. Maßgebend ist jedoch der zentrale Kontostand, der zeitversetzt aktualisiert wird. Auch ein aktiviertes "autoload" (automatisches Aufladen bei niedrigem Kontostand) wirkt nur auf den zentral gespeicherten Wert – zur Vereinfachung wurden einige synchronisierte Zahlstationen eingeführt, die bei Benutzung den aktuellen Wert auf dem Konto auf die Karte speichern, sodass nicht regelmäßig eine Aufladestation aufgesucht werden muss, obwohl ein "autoload" dies doch vermeiden sollte.
In Bezug auf die Region war es wichtig, die zahlreichen Umstiegsrabatte („transfer discount“) im Abrechnungssystem zu integrieren, die anstelle eines Verkehrsverbundes üblich waren. Dabei konnte bei Vorweisen eines anderen Fahrscheines eine verbilligte Anschlussfahrkarte erworben werden. Wenn beide Verkehrsunternehmen die Clipper-Card akzeptieren, wird der Rabatt automatisch verrechnet. Da zahlreiche Busunternehmen, die als lokale Zubringer fungieren, aber die Clipper-Card nicht akzeptieren, müssen immer noch normale Papierfahrscheine gelöst werden, um den Umstiegsrabatt erhalten zu können.